# 全氟异丁烯
全氟异丁烯（PFIB）是以异丁烯为基础的全氟化合物，化学式为(CF3)2C=CF2。它是一种烯烃和无色气体，因为是剧毒的全氟烯烃而著称。有不多简单的烯烃跟它一样剧毒。

## 安全
全氟异丁烯毒性颇高，LCt为880 mg⋅min⋅m−3（大鼠）。它在《禁止化学武器公约》列为二类物质。
全氟异丁烯对亲核体非常活泼。它容易水解，生成毒性相当低的(CF3)2CHCO2H，这个化合物又可以脱羧成六氟丙烷。全氟异丁烯会与硫醇形成加成化合物，这个反应性可能与它的毒性有关。
PFIB是聚四氟乙烯（PTFE）裂解的一个产物。